# Port Diélette
Pour les articles homonymes, voir Diélette (écrivain).
Diélette est le port de deux communes (Flamanville et Tréauville). Il s'agit d'un ancien village de pêcheurs typique.
Inauguré en 1997, un nouveau port nommé Port-Diélette a été adjoint à l'ancien petit port de pêche. Port-Diélette est partagé entre les communes de Flamanville et Tréauville.

## Liaisons maritimes vers les îles anglo-normandes

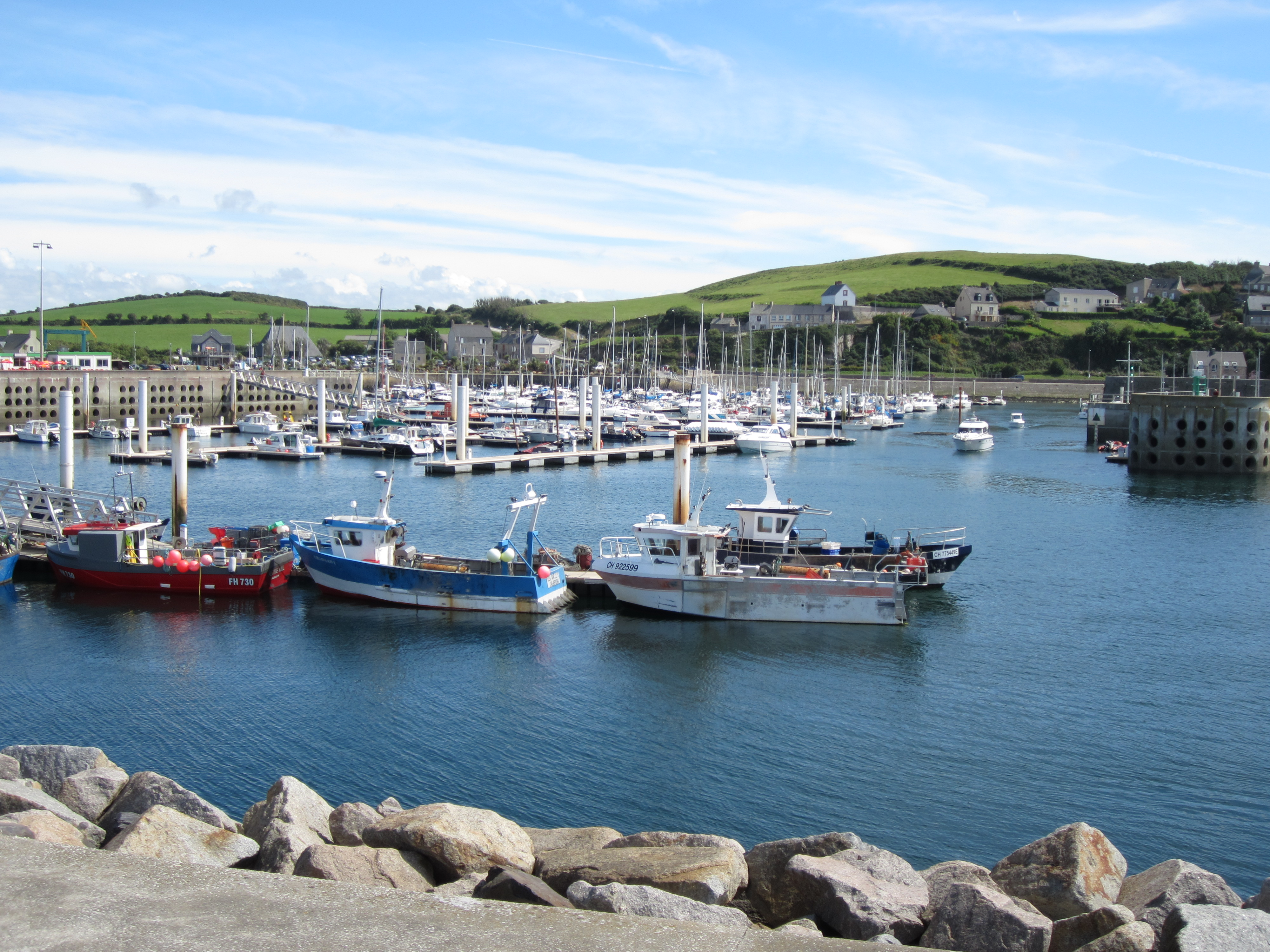
Le port de pêche.

- Diélette-Guernesey (Saint-Pierre-Port)
- Diélette-Aurigny-Guernesey (Saint-Pierre-Port)

## Histoire

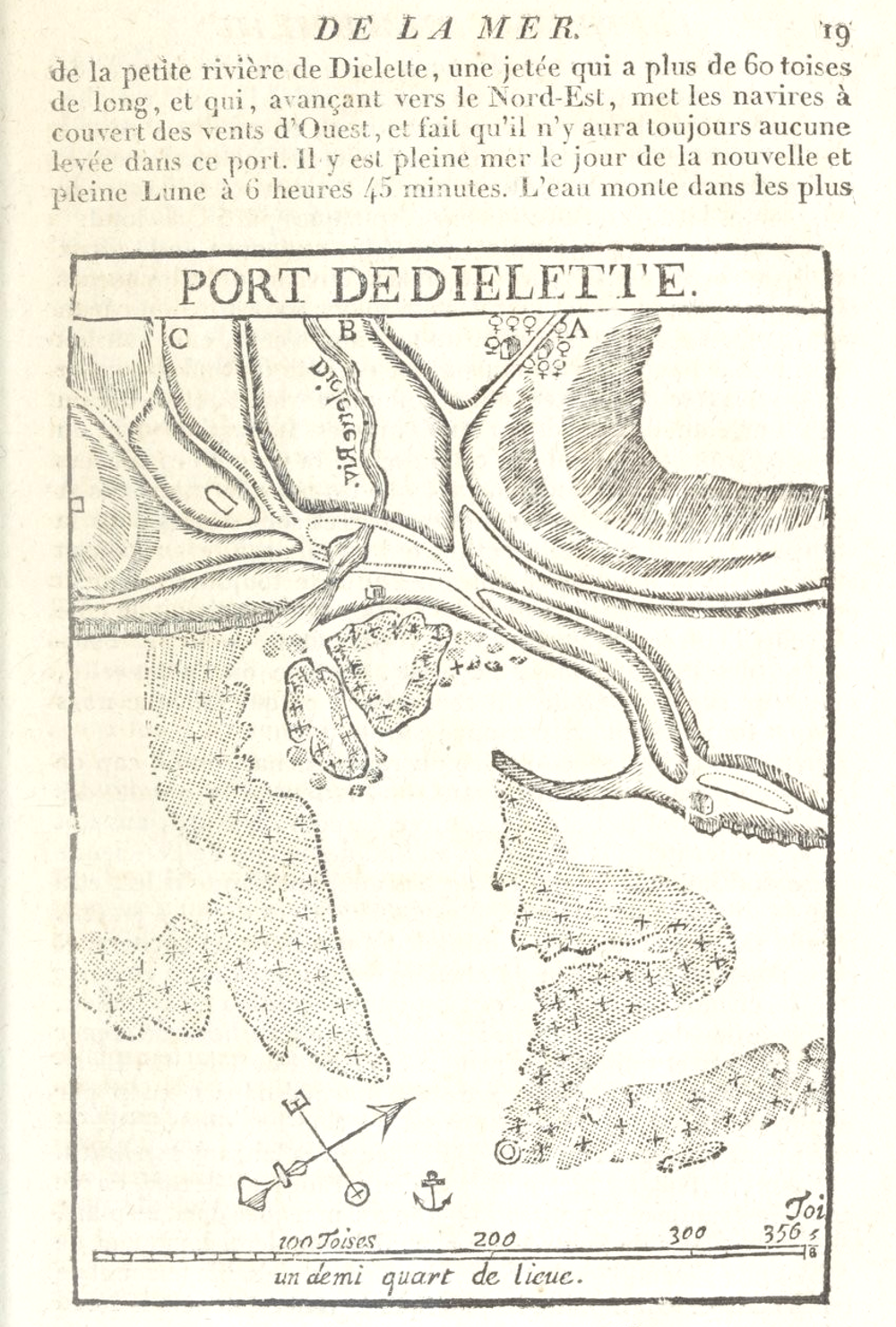
Port Diélette en 1817.

Le port de Diélette fut bâti au XVIIIe siècle par les seigneurs de Flamanville.
Le routier de René Bougard fait état du « nouveau port » achevé en 1732 où une jetée met les navires « à couvert des vents d'ouest ».
Pendant les guerres du Premier Empire, le port servit de refuge.

## Géographie
La Diélette est le nom du fleuve côtier qui prend sa source sur la commune de Grosville et coule sur une quinzaine de kilomètres avant de se jeter dans le bassin de Port-Diélette.
Une mine de fer dite de la Cabotière y a été exploitée. Le minerai était très riche en fer, mais les galeries s'étendant sous la mer rendaient l'exploitation difficile du fait des infiltrations. La mine est fermée en 1962.